# Jackson (Észak-Karolina)
Jackson település az Amerikai Egyesült Államok Észak-Karolina államában, Northampton megyében, melynek megyeszékhelye is. Lakosainak száma 430 fő (2020. április 1.).

## Népesség
A település népességének változása:

| 2010 | 513 |
| 2020 | 430 |